# Front exterior de la Guerra dels Catalans
El Front exterior va el segon front de guerra durant la Guerra dels Catalans (1713-1714), la darrera campanya militar de la Guerra de Successió Espanyola a Catalunya. La guerra al front exterior es lliurà en paral·lel al setge de Barcelona (1713-1714) i assolí un grau de brutalitat, violència i devastació com no s'havien vist mai fins aleshores en el conflicte bèl·lic. Tot just proclamada la continuació de la guerra per les autoritats de Catalunya el 9 de juliol de 1713, aquestes ja intentaren mantenir obert el front de guerra a Tarragona intentant evitar que aquesta caigués en mans borbòniques. No ho pogueren impedir i l'exèrcit borbònic continuà avançant fins que el 25 de juliol de 1713 arribà a Barcelona, deixant als resistents encerclats i bloquejats dins la ciutat. El 9 d'agost de 1713 s'organitzà l'expedició del diputat militar que sortí de Barcelona intentant obrir el front de guerra a l'exterior, però l'operació acabà en desastre. No va ser fins a principis de 1714 quan finalment les autoritats catalanes aconseguiren obrir el front de guerra a l'exterior de Barcelona, nomenant per comandant de les tropes catalanes al marquès del Poal que tenia per quarter general la fortalesa de Cardona, mentre que el general comandant de l'exèrcit Antonio de Villarroel comandava en persona el setge de Barcelona. El front exterior de guerra es mantingué obert durant tot el 1714 fins que Barcelona capitulà el 12 de setembre, per bé que el cos d'exèrcit català que lluitava a l'exterior de la ciutat no capitulà fins al 18 de setembre de 1714.

## Antecedents
El 14 de març de 1713 a Utrecht els plenipotenciaris de Carles d'Àustria firmaren el «Conveni per a l'evacuació de Catalunya». Aquest tractat fou ratificat el 22 de juny de 1713 pels representants de Felip V i Carles d'Àustria en el «Conveni de l'Hospitalet», que establia la fi de la guerra per l'1 de juliol de 1713. Però malgrat el tractat els Tres Comuns de Catalunya —institucions d'autogovern catalanes— convocaren una Junta General de Braços de Catalunya que el 9 de juliol de 1713 proclamà unilateralment que continuaven la guerra contra Felip V i contra França. Evacuades les tropes austriacistes, ocupada quasi tota Catalunya per les tropes borbòniques, i reduïts els resistents a Barcelona, els Tres Comuns alçaren ràpidament l'exèrcit de Catalunya nomenant-ne per general comandant Antonio de Villarroel.
Finalment el 25 de juliol de 1713 les tropes borbòniques al comandament del duc de Pópoli van arribar davant les muralles de Barcelona. Tot seguit Pópoli va sol·licitar l'obediència de la ciutat a Felip V, sol·licitud rebutjada el mateix dia. Davant la impossibilitat de prendre Barcelona a l'assalt per la manca d'artilleria pesant que pogués abatre les muralles i limitat per les carències tècniques i tàctiques de les tropes de Felip V, Popoli va adoptar l'estratègia que des de feia segles s'havia seguit en els setges als quals s'havia sotmès Barcelona. Va bloquejar la ciutat per terra i va centranr el millor de les seves tropes a la conquesta de la fortalesa de Montjuïc des de la qual, una vegada presa, podria obligar a la rendició de la ciutat.

## La guerra al front exterior
Tarragona resistí a l'ocupació borbònica i Felipe Manuel de Bette va aconseguir-ne la capitulació el 14 de juliol sense resistència però el general Rafael Nebot va dirigir-se a Tarragona per impedir-ho sent derrotat al combat de Torredembarra.
A l'interior de Barcelona la Junta de Braços havia nomenat una junta de govern, la «Junta dels 36». Aquesta va abanderar el llançament d'una expedició que, sortint des de Barcelona sota el comandament del general Rafael Nebot i el nou diputat militar de la Generalitat Antoni de Berenguer, havia d'enllaçar amb les tres aïllades fortaleses que encara resistien —el Castell de Cardona, el Castell d'Hostalric i El Castell de Ciutat— i reclutar quantes tropes de voluntaris poguessin. L'operació s'hauria de completar amb el retorn de l'expedició a Barcelona, on assaltarien per l'esquena a les tropes borbòniques mentre que des de l'interior de la ciutat sortirien en massa les tropes de Villarroel, assestant així un cop definitiu a l'exèrcit de Felip V, que aleshores només estava format per 20.000 homes. Però l'expedició del diputat militar va resultar un complet desastre. No van atacar Mataró, on es trobaven els magatzems borbònics amb les seves vitals subministraments; tampoc van aconseguir evitar ni la caiguda del Castell d'Hostalric, ni la del Castell de Ciutat, que es van rendir a les tropes borbòniques. Van perdre els més de 600 cavalls que l'exèrcit austríac havia venut als Tres Comuns de Catalunya, de manera que irremissiblement es va esvair qualsevol possibilitat d'obtenir el control territorial de Catalunya davant la cavalleria borbònica. I per acabar quan a l'octubre de 1713 l'expedició va tornar a Barcelona, els comandants militars van deixar abandonats a la rodalia de la ciutat els més de 4.000 voluntaris que els havien seguit. L'estrepitós fracàs de l'expedició del diputat militar va enfonsar en el descrèdit a la «Junta dels 36» i va deixar en crisi als nous diputats de la Generalitat.
El 30 de novembre de 1713, diada de Sant Andreu, els 5 magistrats del Consell de Cent de Barcelona finalitzaren el seu mandat anual i foren escollits els nous consellers. Rafael Casanova fou escollit nou Conseller en Cap de Barcelona, màxima autoritat de la ciutat. El càrrec duia aparellat el grau de coronel de la Coronela de Barcelona, la base més nombrosa de la guarnició, i el de cap militar de la plaça, i es convertí en l'ànima de la resistència. El nou govern de la ciutat canvià l'estratègia defensiva duta a terme fins llavors per Villarroel, coman, a l'espera d'ajuda exterior, per una ofensiva, en la que se sortiria a l'acat dels assetjants i organitzar un aixecament a l'interior amb per desgastar les línies d'aprovisionament i desviar efectius, mitjançant Antoni Desvalls i de Vergós, el marquès de Poal amb el finançament del comerciant Amador Dalmau i Colom.
El gener del 1714 va tenir lloc el combat de Balsareny, en què dos batallons borbònics sencers del Regiment d'Infanteria de León s'havien rendit a les tropes catalanes i conduïts a la fortalesa de Cardona per a ser-hi empresonats, però de camí un destacament borbònic començà a perseguir la columna amb l'esperança d'alliberar els soldats borbònics captius.
El Combat d'Arbúcies tingué lloc prop de la riera d'Arbúcies, davant del Molí de les Pipes el 13 de gener de 1714 entre un regiment de valons que es dirigien al castell d'Hostalric provinents de Vic i que foren totalment derrotades pels sometents de les Guilleries, i la vila d'Arbúcies fou completament cremada en l'onada de repressió desfermada pel duc de Pòpoli.
El 13 de gener de 1714, el castell de Castellví de Rosanes fou ocupat pel coronel Miquel Santjoan, i l'endemà atacà el Castell de Corbera, que foren recuperats una setmana més tard pel brigadier Diego Gonzalez, que el 10 de gener, amb 300 infants i 300 dragons va saquejar la població, cremar les cases i matar els seus 800 habitants.
El 3 de febrer, arribat a La Gleva el capità Juan de Casanova va reunir 1.200 vilatans per aixecar sometents i preparar la defensa contra la previsible ofensiva borbònica i foren assetjats pels borbònics. Un cop rendits i desarmats, les tropes borbòniques van degollar entre 100 i 120 vilatans. Informats d'allò que havia succeït a La Gleva, tots els presos de guerra castellans delcombat de Balsareny foren assassinats en venjança per la massacre que abans havien comès els borbònics a La Gleva i el 5 de febrer arribaren 4.000 homes sota les ordres del marquès del Poal que atacaren el destacament borbònic de Sant Hipòlit per a socórrer els assetjats al santuari de La Gleva, mentre el gruix de tropes borbòniques es mantenia a resguard a l'altra banda del riu després d'haver incendiat la població.
A primers de maig de 1713 el general Josep Moragues i Mas, que havia lliurat Castellciutat i s'havia retirat a Sort va decidir tornar al combat. Amb la gent que va poder recollir va provar, inútilment, de bloquejar Castellciutat l'11 de febrer, sent rebutjat pel general Vallejo, que va intentar sufocar la rebel·lió i va prendre ostatges, i entre ells a la dona de Moragues, tots van ser conduïts a Balaguer, però van ser rescatats amb un cop de mà el 24 de juny 1714. Moragues va deixar l'esposa a Cardona i es va concentrar en la defensa del Pallars.
L'entrada a fons de França significà l'arribada de més soldats i armament per ampliar el bloqueig marítim i terrestre de la ciutat i reforçar també les guarnicions de ciutats com Vic, Manresa, Martorell, Mataró, Ripoll, Lleida, Hostalric o Vilafranca.
Entre el maig i el juny de 1714 la revolta d'Antoni Desvalls havia donat pas a la proliferació d'unitats de miquelets, a part de les columnes que organitzava el marquès per fustigar l'enemic amb les que va presentar batalla als borbònics el 7 de maig de 1714 en el Combat de Mura, derrotant la columna de Diego Gonzalez, després de fer una incursió sobre Manresa en la que va derrotar el regiment borbònic napolità de Félix Álvarez de la Escalera, dirigint-se posteriorment a Terrassa, sent atacat el dia 9 a Esparreguera per un destacament sortit de Martorell. Al sud el coronel Antoni Vidal havia aplegat decenes de combatents que es refugiaven a les muntanyes de Prades. A finals de maig les forces exteriors es componien de la guarnició de Cardona, de la columna de Poal amb 1.280 infants i 146 genets, 300 infants en els castells de Sant Martí Sarroca, Masquefa, Orpí i Castellbell, 400 miquelets al Camp de Tarragona, i partides d'uns 200 miquelets a l'alt Berguedà i el Lluçanès.